# Ari’el Ati’as
Ari’el Ati’as (ur. 13 listopada 1970 w Tel Awiwie) – izraelski polityk, członek religijnej partii Szas, skupiającej Żydów sefardyjskich. Jest żonaty, ma czwórkę dzieci.
Po raz pierwszy znalazł się w Knesecie po wyborach w 2006 roku. 4 maja 2006 objął stanowisko ministra komunikacji.
Po wyborach w 2009 roku, w wyniku których lider Likudu Binjamin Netanjahu utworzył koalicję rządową, Atias wszedł 31 marca 2009 w skład gabinetu jako minister budownictwa i konstrukcji.